# تيد 1
تيد 1 (بالإنجليزية: Teide 1)‏ كان أول قزم بني أكبر من كوكب، ولكن أصغر من نجم يتم اكتشافه، في عام 1995. يقع تيد 1 في كوكبة الثور في عنقود الثريا المفتوح،على بعد حوالي 400 سنة ضوئية من الأرض ويدور حول القزم الأحمر غليزا 229 .
هذا الجرم خافت للغاية قدرة الظاهري 17.76 والمطلق 12.38، بحيث لا يمكن رؤيته إلا في التلسكوبات الكبيرة .
هذا الجرم اضخم من كوكب (55 ± 15 MJ)  مقارنة بالمشتري ولكنة أقل ضخامة من نجم وكتلته تعادل 0.052 كتلة شمسية. نصف قطر القزم البني تيد 1 يساوي تقريبا نصف قطر كوكب المشتري (أو واحد على عشرة من نصف قطر الشمس). درجة حرارة سطحه تصل إلى 2600 ± 150 كلفن، و شدة ضياء تيد 1 تمثل 0,08-0,05٪ مقارنة بالشمس. وعمره يقدر بنحو 120 مليون سنة فقط بالمقارنة مع عمر الشمس المقدر بحوالي 4.6 بليون سنة.
هذا القزم البني ساخن بما فيه الكفاية لإندماج الليثيوم في قلب النجم، ولكن ليس بما يكفي لصهر الهيدروجين مثل الشمس ( يحدث اندماج الهيدروجين في قلب الشمس عند درجة حرارة نحو 14 مليون درجة مئوية).
| اسم النجم | كتلة الشمس | كتلة المشتري |
| --------- | ---------- | ------------ |
| المشتري   | 0.00096    | 1            |
| تيد 1     | 0.041      | 43           |

## اقرأ أيضا
- قزم بني
- قائمة الأقزام البنية
- قائمة النجوم الخفيفة.
- غليزا 229
- روس 154

## وصلات خارجية
- Walter Myers (1995). "Teide 1". مؤرشف من الأصل في 2009-05-02.
- http://www.astro-tom.com/technical_data/magnitude_scale.htm